# موه
مُؤه واژه‌ای است در گویش فارسی لارستانی و  به معنای نخل. در گویشهای دیگر فارسی از جمله بندر عباسی این واژه به گونه مغ و موغ و در گویش دشتی در استان بوشهر به صورت مُوَه بکار می‌رود. نام تنگه هرمز که در آثار قدیمتر به گونه موغ و هورموغ ضبط شده هم از همین ریشه و به معنای درخت نخل است.